# Carta de Principios Feministas para Feministas Africanas
La Carta de Principios Feministas para las Feministas Africanas es un documento del African Women's Development Fund que se formuló durante una reunión de 2006 de mujeres feministas africanas de todo el mundo en Acra para crear principios básicos para abordar las definiciones clave del feminismo y el patriarcado aquí algunas referencias de ampliación africano.